# Lyophyllum aemiliae
Lyophyllum aemiliae är en svampart som tillhör divisionen basidiesvampar, och som beskrevs av Giovanni Consiglio. Lyophyllum aemiliae ingår i släktet Lyophyllum, och familjen Lyophyllaceae. Arten har ej påträffats i Sverige.